# Roms tunnelbana

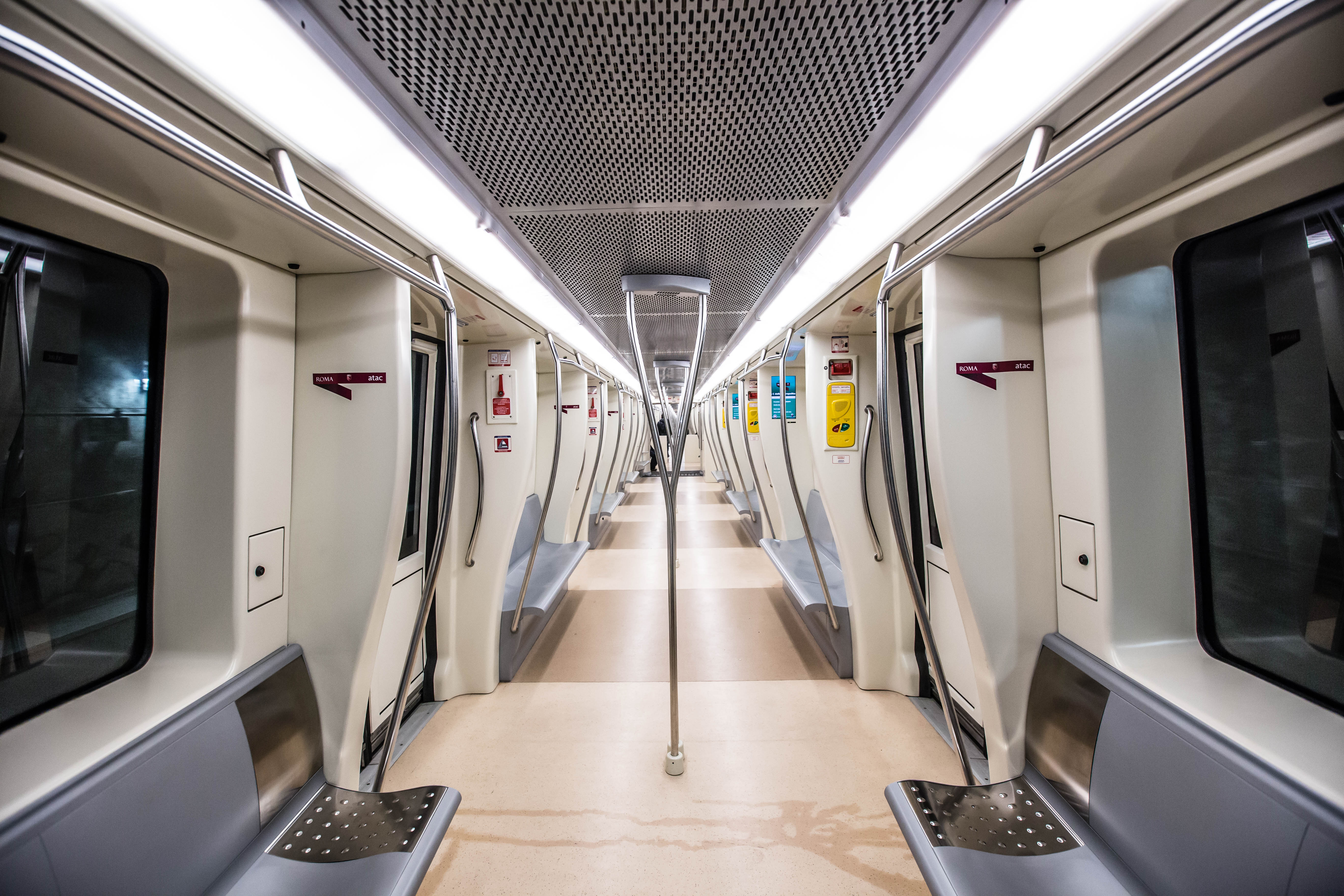
Automatiskt tåg på linje C

Roms tunnelbana (italienska: Metropolitana di Roma) är ett viktigt spårtransportsystem i Rom, Italien. Dess äldsta sträckning öppnades 1955. Tunnelbanan har tre linjer, Linje A, Linje B och Linje C (linje C är delvis under byggnad). Linje D är på projektstadiet.
Linje A (öppnad 1980) löper från Battistini i väster till Anagnina i sydost. Linje B (öppnad 1955) sammanbinder Rebibbia i nordost med Laurentina i söder. Linje C trafikerar sträckan San Giovanni - Monte Compatri-Pantano och dess första del öppnades i slutet av 2014, med möjlig utökning mot norr. Linjen har automatiska tåg av samma typ som Köpenhamns metro.
Total längd är 60 km, mestadels i tunnel. Linje A och B möts vid den stora järnvägsstationen Termini, där fjärrtåg, lokaltåg och flygplatståg utgår. Där finns således ändamålsenliga övergångar mellan olika trafikslag och linjer. Linje C mötte line A först år 2018 och är under byggnation till (linje B). Innan dess finns förbindelse med buss.

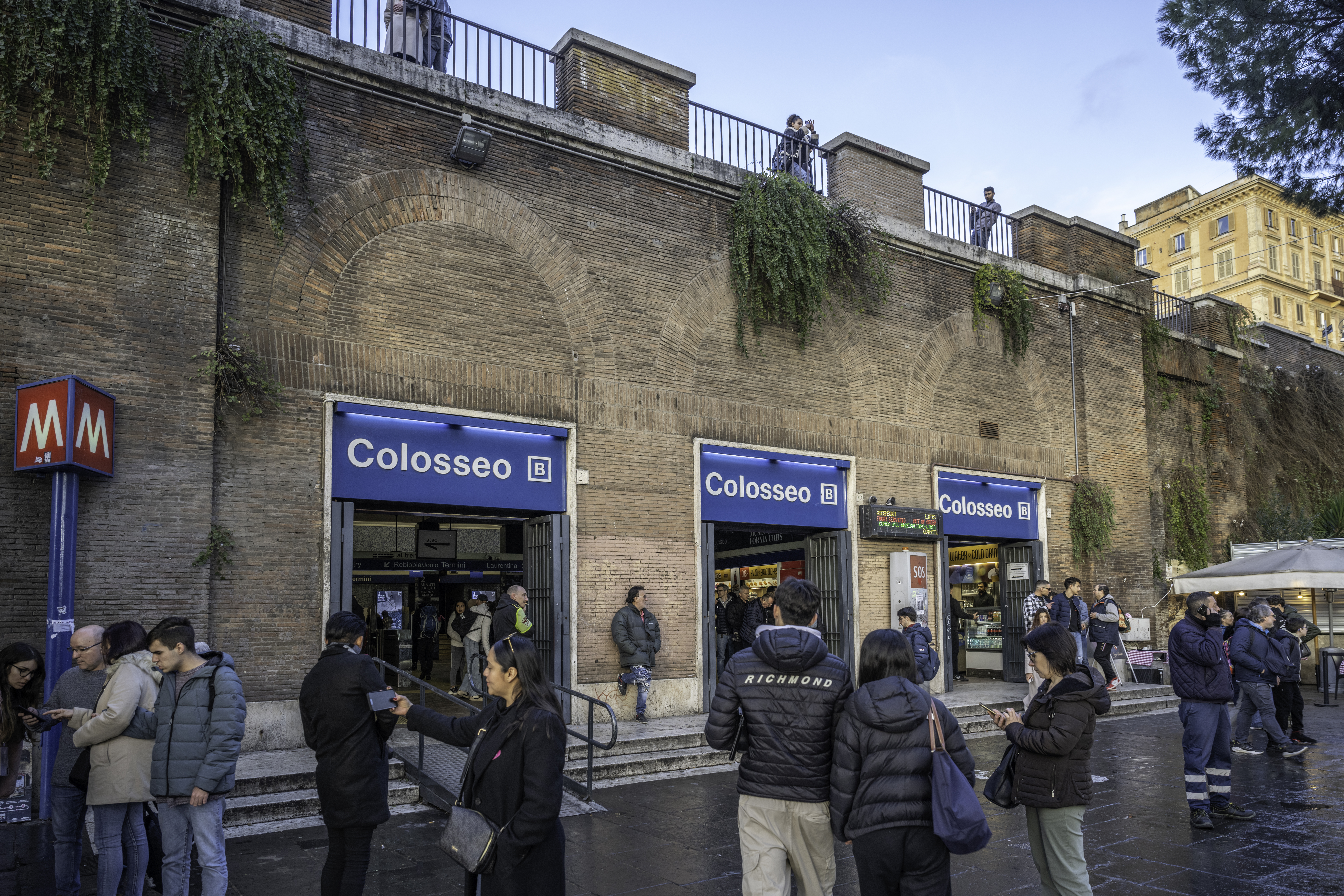
Colosseo station, linje
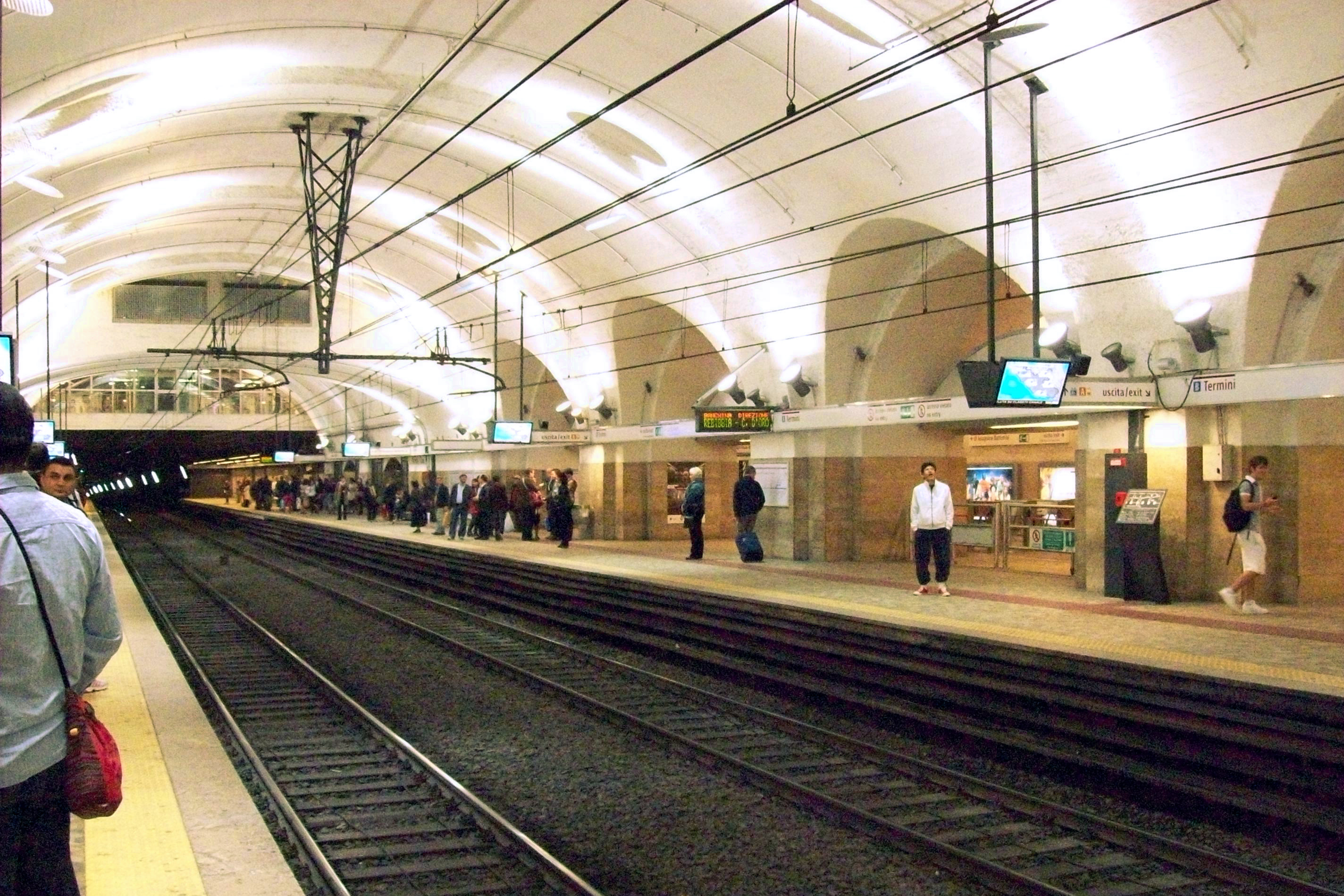
Termini på linje  där man kan byta till
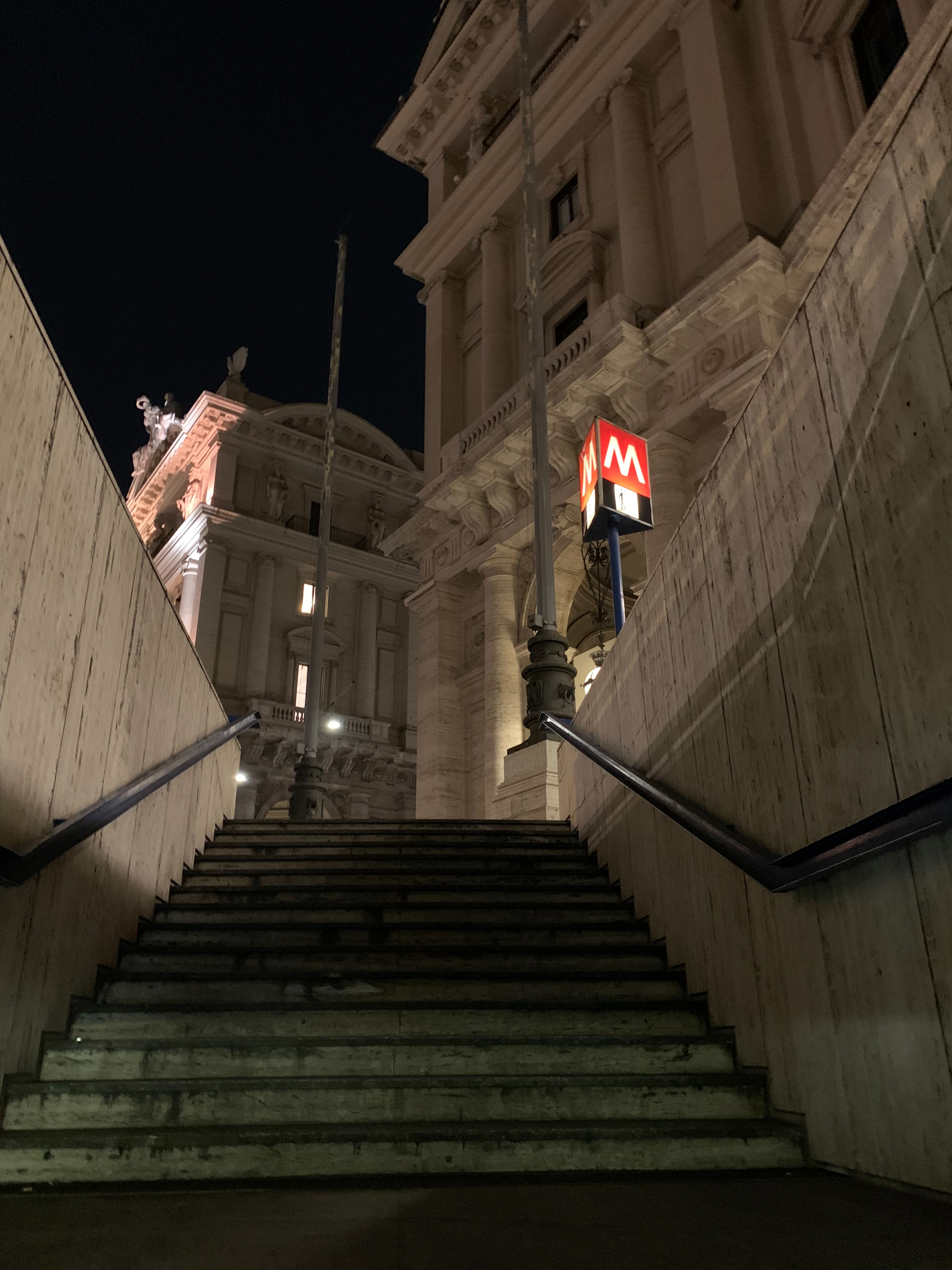
Repubblica på linje

## Linjer
| Linje  | Sträcka                               | Öppnad | Längd km | Stationer |
| ------ | ------------------------------------- | ------ | -------- | --------- |
| A      | Battistini – Anagnina                 | 1980   | 18,4     | 27        |
| B      | Jonio/Rebibbia – Laurentina           | 1955   | 23,5     | 26        |
| C      | San Giovanni - Monte Compatri-Pantano | 2014   | 19,5     | 21        |
| Totalt | Totalt                                |        | 60       | 22        |

## Stationer för linje A
| Tunnelbanestation    | Platser i området                         |
| -------------------- | ----------------------------------------- |
| Battistini           |                                           |
| Cornelia             |                                           |
| Baldo degli Ubaldi   |                                           |
| Valle Aurelia        |                                           |
| Cipro                |                                           |
| Ottaviano            | Vatikanstaten                             |
| Lepanto              |                                           |
| Flaminio             | Piazza del Popolo                         |
| Spagna               | Piazza di Spagna                          |
| Barberini            | Fontana di Trevi                          |
| Repubblica           | Teatro dell'Opera                         |
| Termini              |                                           |
| Vittorio Emanuele    |                                           |
| Manzoni              |                                           |
| San Giovanni         |                                           |
| Re di Roma           |                                           |
| Ponte Lungo          |                                           |
| Furio Camillo        |                                           |
| Colli Albani         |                                           |
| Arco di Travertino   |                                           |
| Porta Furba Quadraro |                                           |
| Numidio Quadrato     |                                           |
| Lucio Sestio         |                                           |
| Giulio Agricola      | Aqua Claudia                              |
| Subaugusta           |                                           |
| Cinecittà            | Cinecittà                                 |
| Anagnina             | Roma 2, Ciampino, Grande Raccordo Anulare |

## Stationer för linje B
| Tunnelbanestation        | Platser i området                                     |
| ------------------------ | ----------------------------------------------------- |
| Rebibbia                 |                                                       |
| Ponte Mammolo            |                                                       |
| Santa Maria del Soccorso |                                                       |
| Pietralata               | A24 (motorväg, Italien)                               |
| Monti Tiburtini          |                                                       |
| Quintiliani              | Ospedale Sandro Pertini                               |
| Tiburtina                | La Sapienza, San Lorenzo fuori le Mura                |
| Bologna                  |                                                       |
| Policlinico              | La Sapienza                                           |
| Castro Pretorio          | Porta Pia                                             |
| Termini                  | Linje A                                               |
| Cavour                   | Trajanus saluhallar                                   |
| Colosseo                 | Linje C, Colosseum                                    |
| Circo Massimo            | Circus Maximus, Caracallas termer                     |
| Piramide                 | Ferrovia Roma-Lido, Cestiuspyramiden, Monte Testaccio |
| Garbatella               | Roma Tre                                              |
| Basilica San Paolo       | Roma Tre, San Paolo fuori le Mura                     |
| Marconi                  | Roma Tre                                              |
| EUR Magliana             | Esposizione Universale di Roma                        |
| EUR Palasport            | Esposizione Universale di Roma                        |
| EUR Fermi                | Esposizione Universale di Roma                        |
| Laurentina               | Tre Fontane                                           |

| Tunnelbanestation       | Platser i området                                     |
| ----------------------- | ----------------------------------------------------- |
| Jonio                   |                                                       |
| Conca D'Oro             |                                                       |
| Libia                   |                                                       |
| Sant'Agnese/Annibaliano | Sant'Agnese fuori le Mura                             |
| Bologna                 |                                                       |
| Policlinico             | La Sapienza                                           |
| Castro Pretorio         | Porta Pia                                             |
| Termini                 | Linje A                                               |
| Cavour                  | Trajanus saluhallar                                   |
| Colosseo                | Linje C, Colosseum                                    |
| Circo Massimo           | Circus Maximus, Caracallas termer                     |
| Piramide                | Ferrovia Roma-Lido, Cestiuspyramiden, Monte Testaccio |
| Garbatella              | Roma Tre                                              |
| Basilica San Paolo      | Roma Tre, San Paolo fuori le Mura                     |
| Marconi                 | Roma Tre                                              |
| EUR Magliana            | Esposizione Universale di Roma                        |
| EUR Palasport           | Esposizione Universale di Roma                        |
| EUR Fermi               | Esposizione Universale di Roma                        |
| Laurentina              | Tre Fontane                                           |

## Stationer för linje C
| Tunnelbanestation         | Platser i området               |
| ------------------------- | ------------------------------- |
| Fori Imperiali            | Linje B, Colosseum, Campidoglio |
| Amba Aradam-Ipponio       |                                 |
| San Giovanni              | Linje A.                        |
| Lodi                      | Santa Croce in Gerusalemme      |
| Pigneto                   |                                 |
| Malatesta                 |                                 |
| Teano                     |                                 |
| Gardenie                  |                                 |
| Mirti                     |                                 |
| Parco di Centocelle       |                                 |
| Alessandrino              |                                 |
| Torre Spaccata            |                                 |
| Torre Maura               |                                 |
| Giardinetti               |                                 |
| Torrenova                 |                                 |
| Torre Angela              |                                 |
| Torre Gaia                |                                 |
| Grotte Celoni             |                                 |
| Due Leoni-Fontana Candida |                                 |
| Borghesiana               |                                 |
| Bolognetta                |                                 |
| Finocchio                 |                                 |
| Graniti                   |                                 |
| Monte Compatri-Pantano    |                                 |